# Métrique de Schwarzschild

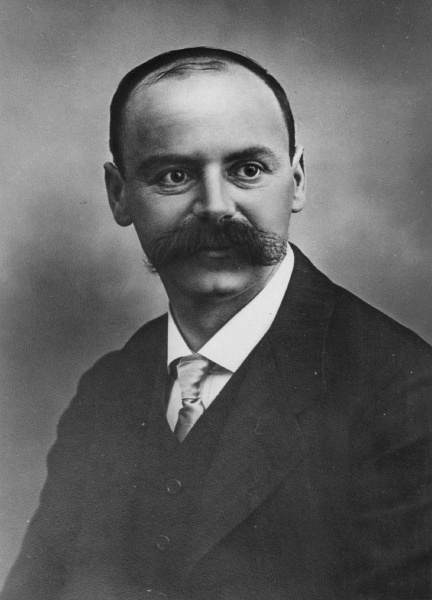
Karl Schwarzschild (1873-1916).

En astrophysique, dans le cadre de la relativité générale, la métrique de Schwarzschild est une solution des équations d'Einstein.
La métrique s'interprète comme décrivant le champ gravitationnel au voisinage,, externe d'un corps isolé, à symétrie sphérique, statique (sans rotation), non chargé et entouré de vide. Cette masse peut être une étoile, une planète ou un trou noir de Schwarzschild.
On ne prend pas en compte ici le rayon de la sphère, ni même sa densité, on considère seulement que la masse est concentrée en dessous de r (distance radiale), la métrique est donc valide uniquement à l’extérieur de la sphère.
La plupart des tests de la relativité générale dans le Système solaire sont basés sur l'étude des géodésiques de cette métrique.

## Présentation générale
La métrique de Schwarzschild est l'analogue, en relativité générale, du champ gravitationnel d'une masse ponctuelle en gravitation newtonienne,,,,,.
L'équation d'Einstein, dont la métrique est une solution, est l'équation pour le vide {\displaystyle \left(T_{\mu \nu }=0\right)} et en l'absence de constante cosmologique {\displaystyle \left(\Lambda =0\right)}.
L'espace-temps, dont la métrique décrit la géométrie, a quatre dimensions,, ; il est vide mais courbe, ; sa courbure n'est pas constante et il est asymptotiquement plat, ; il est à symétrie sphérique,, et stationnaire, ; il est statique, à l'extérieur d'un rayon critique : le rayon de Schwarzschild {\displaystyle \left(R_{\mathrm {S} }\right)} ; et, lorsque le vide s'étend au-delà de ce rayon, la métrique met en évidence un trou noir : le trou noir de Schwarzschild.
La métrique de Schwarzschild admet quatre champs de Killing,.

## Historique
L'éponyme de la métrique de Schwarzschild est l'astronome allemand Karl Schwarzschild (1873-1916) qui l'a découverte en décembre 1915. Elle est la première,, solution exacte à l'équation du champ gravitationnel d'Albert Einstein,,, comprenant une masse. Schwarzschild l'a obtenue à partir de la version de l'équation énoncée par Einstein dans son article sur l'avance du périhélie de Mercure, publié le 25 novembre 1915.
La métrique de Schwarzschild est parfois dite « extérieure » afin de la distinguer de celle, dite « intérieure », qui est la seconde solution exacte à l'équation d'Einstein découverte par Schwarzschild,,.

### Contexte
En 1859, Urbain Le Verrier (1811-1877) présente une étude de l'orbite de Mercure qui montre que l'avance de son périhélie ne peut pas s'expliquer par les perturbations causées par les autres planètes connues du Système solaire. En 1882, Simon Newcomb (1835-1909) obtient les mêmes résultats. En 1889, Félix Tisserand (1845-1896) conclut son Traité de mécanique céleste en écrivant que l'anomalie de l'avance du périhélie de Mercure est la plus grande énigme astronomique de l'époque. Dès 1907, Albert Einstein (1879-1955) envisage d'y répondre dans le cadre d'une théorie relativiste de la gravitation qui deviendra la relativité générale,. En 1915, il publie un article dans lequel il retrouve le résultat. C'est le « premier triomphe » de sa théorie.

### Motivation
La motivation de Karl Schwarzschild est de trouver une solution exacte de l'équation d'Einstein qui décrive l'orbite d'une planète autour du Soleil.

### Annonce
Schwarzschild annonce sa découverte par deux lettres datées du 22 décembre 1915 : l'une adressée à Einstein ; et l'autre, à Arnold Sommerfeld (1868-1951),. Sa solution est présentée le 13 janvier 1916 à l'Académie royale des sciences de Prusse qui, le 3 février 1916, la publie dans ses comptes rendus.

### Codécouverte
Peu de temps après Schwarzschild et indépendamment de lui, Johannes Droste (1886-1963), mathématicien néerlandais alors étudiant d'Hendrik Lorentz à l'université de Leyde, découvre la solution,. Le 27 mai 1916, il communique ses résultats à l'Académie royale néerlandaise des arts et des sciences,.

## La métrique de Schwarzschild

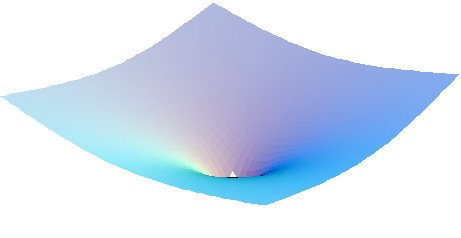
Représentation de la déformation de l'espace-temps (sans la dimension temporelle) en présence d'une masse centrale. Plus la déformation est forte et plus on s'éloigne du plan euclidien.

La métrique de Schwarzschild permet de décrire la géométrie de l'espace-temps (sa courbure), et donc le champ gravitationnel, en donnant l'expression de l'intervalle d'espace-temps en tout point, dans des coordonnées sphériques centrée sur la sphère massive. Cet intervalle, qui a la dimension d'une longueur, est représentatif de la courbure de l'espace temps en donnant la longueur d'un déplacement infinitésimal à partir d'un point considéré. Cette longueur est égale à celle du théorème de Pythagore quand la courbure est nulle (espace euclidien), et en diffère quand la courbure est non nulle.

### Expression de la métrique
« Coordonnées de Schwarzschild » redirige ici. Pour l'expression de la métrique Schwarzschild dans d'autres systèmes de coordonnées d'espace-temps, voir ici et, pour la généralisation des coordonnées de Schwarzschild, voir Coordonnées de Boyer-Lindquist.
 La métrique de Schwarzschild s'exprime dans un système de coordonnées d'espace-temps dites coordonnées de Schwarzschild,,,, et notées (xμ) = (ct, r, θ, φ), où t est la coordonnée de temps d'un point-évènement et r, θ et φ ses trois coordonnées d'espace :
- {\displaystyle t} est la coordonnée de temps[N 5] auquel on considère le point (mesuré par une horloge située à une distance infinie de l'objet massif) ;
- {\displaystyle r} est la coordonnée radiale[N 6] du point (mesurée comme la circonférence, divisée par 2π, de la sphère centrée sur l'objet massif et passant par le point) ;
- {\displaystyle \theta } et {\displaystyle \varphi } sont les deux coordonnées angulaires du point sur la sphère[61] :
  - {\displaystyle \theta } est la colatitude[62],[N 7] du point (en radians)[64] ;
  - {\displaystyle \varphi } est la longitude[62],[N 8] du point (en radians)[64].

Dans ce système de coordonnées, la métrique de Schwarzschild a la forme,, :
{\displaystyle {\begin{aligned}\mathrm {d} s^{2}=-\,c^{2}\mathrm {d} \tau ^{2}&=-\left(1-{\frac {2GM}{c^{2}r}}\right)c^{2}\mathrm {d} t^{2}+{\frac {\mathrm {d} r^{2}}{1-{\frac {2GM}{c^{2}r}}}}+r^{2}\left(\mathrm {d} \theta ^{2}+\sin ^{2}\theta \,\mathrm {d} \varphi ^{2}\right)\\&=-\left(1-{\frac {2GM}{c^{2}r}}\right)c^{2}\mathrm {d} t^{2}+\left(1-{\frac {2GM}{c^{2}r}}\right)^{-1}\mathrm {d} r^{2}+r^{2}\left(\mathrm {d} \theta ^{2}+\sin ^{2}\theta \,\mathrm {d} \varphi ^{2}\right)\\&=-\left(1-{\frac {R_{\mathrm {S} }}{r}}\right)c^{2}\mathrm {d} t^{2}+\left(1-{\frac {R_{\mathrm {S} }}{r}}\right)^{-1}\mathrm {d} r^{2}+r^{2}\mathrm {d} \Omega ^{2},\end{aligned}}}
où :
- {\displaystyle \mathrm {d} s} est l'intervalle d'espace-temps d'un déplacement infinitésimal (dt, dr, dθ, dφ) à partir du point P ;
- {\displaystyle G} est la constante gravitationnelle ;
- {\displaystyle c} est la vitesse de la lumière ;
- {\displaystyle M} est la masse de l'objet ;
- {\displaystyle R_{\mathrm {S} }={\frac {2GM}{c^{2}}}} est le rayon de Schwarzschild associé à l'objet massif ;
- {\displaystyle \mathrm {d} \Omega ^{2}=\mathrm {d} \theta ^{2}+\sin ^{2}\theta \,\mathrm {d} \varphi ^{2}}.

L'intervalle de temps propre s'écrit :
{\displaystyle \mathrm {d} \tau ^{2}=-{\frac {\mathrm {d} s^{2}}{c^{2}}}=\left(1-{\frac {R_{\mathrm {S} }}{r}}\right)\mathrm {d} t^{2}-{\frac {1}{c^{2}}}\left[\left(1-{\frac {R_{\mathrm {S} }}{r}}\right)^{-1}\mathrm {d} r^{2}+r^{2}\mathrm {d} \Omega ^{2}\right]}.
En unités géométriques, la métrique s'écrit, :
{\displaystyle \mathrm {d} s^{2}=-\,\mathrm {d} \tau ^{2}=-\left(1-{\frac {2m}{r}}\right)\mathrm {d} t^{2}+\left(1-{\frac {2m}{r}}\right)^{-1}\mathrm {d} r^{2}+r^{2}\mathrm {d} \Omega ^{2}.}

#### CasM= 0
Si M = 0, la métrique de Schwarzschild se réduit à celle de Minkowski.

#### CasM≠ 0
Si M ≠ 0, la métrique est singulière en r = 0.

##### CasM< 0
Si M < 0, la singularité de la métrique en r = 0 est une singularité nue.

##### CasM> 0
Si M > 0, la métrique est singulière en r = 2GM/c2.
L'espace-temps de Schwarzschild est une variété d'espace-temps dont la topologie, définie à partir du domaine de validité de la métrique pour {\displaystyle M>0}, est le produit :
{\displaystyle \left(\mathbb {R} ^{3}\cap \left\{r>a>{\frac {2GM}{c^{2}}}\right\}\right)\times \mathbb {R} \cong S^{2}\times \mathbb {R} _{+}\times \mathbb {R} },
où {\displaystyle a} est le rayon du corps de masse {\displaystyle M}.
Ainsi défini, l'espace-temps de Schwarzschild est une variété à bord. Son complément pour {\displaystyle r<{\frac {2GM}{c^{2}}}} est le trou noir de Schwarzschild.

### Interprétation physique de la métrique

#### Métrique statique
L'absence du paramètre t dans l'expression de la métrique signifie que celle-ci ne varie pas avec le temps et est statique. La courbure en un point de l'espace temps reste la même quel que soit t. De même, l'absence de termes mixtes avec le temps (comme {\displaystyle \mathrm {d} \varphi \mathrm {d} t} par exemple) indique que le champ gravitationnel ne provoque pas de mise en rotation de l'espace temps (comme dans l'effet Lense-Thirring), ce qui est cohérent avec la supposition initiale que l'astre n'est pas en rotation.

#### Conséquences de la définition der

##### rn'est pas une véritable distance
Si on prend dr = 0 et dt = 0 (r constant et t constant), alors la métrique se réduit à {\displaystyle r^{2}\left(\mathrm {d} \theta ^{2}+\sin ^{2}\theta \,\mathrm {d} \varphi ^{2}\right)} qui n'est autre que le carré de la distance sur une sphère de rayon r dans un espace euclidien. Il s'ensuit que r doit être par définition mesuré de telle manière que cette expression soit vraie, et non pas par une mesure de la véritable distance entre le centre de la masse et le point. Pour donner une mesure à la coordonnée de Schwarzschild r en un point, il faut partir de la mesure de la circonférence de la sphère centrée sur l'objet massif, et passant par le point, et diviser par 2π. Dans l'espace-temps déformé de la relativité générale, on ne retombe pas forcément par ce calcul sur la distance radiale R entre le centre et le point, où la circonférence d'un cercle peut être supérieure ou inférieure à 2πR, selon que la courbure est positive ou négative.
On pourrait donner une expression de la même métrique utilisant la distance radiale, mais elle serait plus compliquée et moins utilisable. La relativité générale permettant l'utilisation de n'importe quel référentiel, aucun n'étant physiquement supérieur à un autre, on est libre d'utiliser n'importe quel système de coordonnées pour décrire la métrique, où le critère de choix sera plutôt le caractère utilisable de la métrique. D'ailleurs, d'autres systèmes de coordonnées existent pour décrire cette métrique, comme les coordonnées de Kruskal-Szekeres, décrites plus loin, qui choisit de mélanger même l'espace et le temps dans ses coordonnées.

##### ret distance radiale
r croît de manière monotone avec la distance radiale l, distance propre au centre de l'objet massif, dans le référentiel de l'objet massif. C'est-à-dire que si l est distance radiale correspondant à r et l′ correspondant à r′ alors {\displaystyle r>r'\Leftrightarrow l>l'}. Mais r croit plus lentement que l.
La relation qui relie les deux coordonnées est {\displaystyle \mathrm {d} r=\pm (1-{\frac {2m(r)}{r}})\mathrm {d} l}.
{\displaystyle m(r)} est la masse de l'objet incluse dans une sphère de rayon r (en coordonnées de Schwarzschild). {\displaystyle m(r)\propto r^{3}} tant que r est inférieur au rayon de l'objet, et {\displaystyle m(r)=M}, masse de l'objet, si r est supérieur au rayon de l'objet. Pour un trou noir {\displaystyle m(r)=M} pour tout r > 0.
La fonction est monotone tant que {\displaystyle {\frac {2m(r)}{r}}<1}, ce qui est assuré pour un objet statique, ce qui est un des prérequis pour la métrique de Schwarzschild. Le facteur {\displaystyle (1-{\frac {2m(r)}{r}})} n'a pas de singularité à r = 2M, car m(r) décroit beaucoup plus vite que r.

#### Métrique minkowskienne à l'infini
L'espace-temps représenté par cette métrique est asymptotiquement plat. Lorsque {\displaystyle r\rightarrow \infty }, la métrique s'approche de celle de Minkowski, et la variété de l'espace-temps ressemble à celle de l'espace de Minkowski (on retrouve seulement le terme en {\displaystyle r^{2}} qui est, comme on l'a vu au paragraphe précédent, la longueur sur une sphère dans un espace plat).

#### Le tempst
La coordonnée temporelle t est choisie dans cette métrique de manière à être toujours orthogonales avec les dimensions spatiales (les coefficients affectés à {\displaystyle \mathrm {d} r\mathrm {d} t}, {\displaystyle \mathrm {d} \theta \mathrm {d} t} et {\displaystyle \mathrm {d} \varphi \mathrm {d} t} sont toujours nuls), pour représenter une véritable coordonnée temporelle. Par conséquent, le temps est forcément le temps Minkowskien, défini par une horloge située à l'infini de l'objet massif.
Physiquement, on peut mesurer le temps de Schwarzschild t en n'importe quel point, en procédant de la manière suivante. On place une horloge en chaque point de l'espace-temps, et une horloge "maître" est placée à r=infini. Ces horloges suivent des lignes d'univers telles qu'elles sont immobiles les unes par rapport aux autres (photons reçus d'une horloge distante sans décalage vers le rouge). On règle (en rythme et en décalage) les horloges de proche en proche, par rapport à l'horloge "maître" par une synchronisation d'Einstein.
Cela signifie que le temps de Schwarzschild t a tendance à s'accélérer à mesure qu'on s'approche de {\displaystyle r_{s}} (le temps de l'horloge lointaine tourne de plus en plus vite).

### Unicité, extensions et généralisations de la métrique

#### Unicité
Le théorème de Birkhoff est le théorème d'unicité en vertu duquel la métrique de Schwarzschild est l'unique solution exacte de l'équation d'Einstein décrivant le champ gravitationnel engendré par une distribution de masse de taille finie, à symétrique sphérique et dénuée de charge électrique, dans le vide.

#### Courbure
Le scalaire de Kretschmann {\displaystyle K} associé à la métrique de Schwarzschild est égal à,,, :
{\displaystyle K={\frac {48G^{2}M^{2}}{c^{4}r^{6}}}={\frac {12}{r^{6}}}R_{\mathrm {S} }^{2}}.
{\displaystyle K} est proportionnel à {\displaystyle 1/r^{6}} et tend vers zéro lorsque {\displaystyle r} tend vers l'infini.
{\displaystyle K} diverge à {\displaystyle r=0} : la singularité en {\displaystyle r=0} est une vraie singularité de courbure et correspond à une singularité gravitationnelle.
{\displaystyle K} a une valeur finie pour {\displaystyle r=R_{\mathrm {S} }} : la singularité en {\displaystyle r=R_{\mathrm {S} }} n'est qu'apparente — c'est une singularité de coordonnées — qui correspond pas à une singularité gravitationnelle ; et la métrique est extensible.

#### Extensions
L'extension de Kruskal-Szekeres est l'extension analytique maximale de la métrique de Schwarzschild. Elle met en évidence que le trou noir de Schwarzschild est un trou noir éternel, — c'est-à-dire qui n'est pas né d'un effondrement gravitationnel.

#### Généralisations
La métrique de Schwarzschild a été généralisée afin de prendre en compte la constante cosmologique, des paramètres supplémentaires ainsi que des dimensions supplémentaires.

## L'horizon de Schwarzschild

Animation de la géométrie de l'espace-temps de Schwarzschild. La courbure croit avec la masse. Elle devient infinie uniquement au centre.

L'horizon de Schwarzschild est l'horizon des événements du trou noir homonyme.
Lorsque {\displaystyle r=r_{s}={\frac {2GM}{c^{2}}}}, le coefficient en {\displaystyle dr^{2}} de la métrique tend vers l'infini. On nomme ce rayon l'horizon des événements. Lorsque {\displaystyle r<r_{s}} on peut voir que le rôle de {\displaystyle r} et {\displaystyle t} comme coordonnée spatiale et temporelle est inversé. Dans la région {\displaystyle r>r_{s}}, la direction de {\displaystyle t} est du type temps et celle de {\displaystyle r} de type espace. La direction s'inverse lorsqu'un observateur franchit l'horizon des événements. Cela signifie qu'à l'intérieur du rayon de Schwarzschild, la distance d'un observateur à {\displaystyle r} est une mesure temporelle !
Cette singularité de la métrique quand {\displaystyle r=r_{s}} n'est qu'apparente car il s'agit d'une pathologie du système de coordonnées utilisé. Si nous étions en présence d'une véritable singularité, c'est-à-dire une région de l'espace-temps où les quantités physiques telles que l'énergie, la pression… deviennent infinies, alors la courbure de la métrique exprimée par le tenseur de Riemann serait elle-même infinie. Or cette courbure est parfaitement déterminée lorsqu'un observateur franchit le rayon de Schwarzschild. L'invariant de courbure {\displaystyle K=M/r^{3}} est régulier. Les composantes du tenseur de courbure de Riemann sont infinies uniquement lorsque {\displaystyle r=0}.
Il est possible d'établir un jeu de coordonnées, plus adaptées pour un observateur comobile s'approchant du corps céleste, dans lequel la métrique est parfaitement régulière au niveau de l'horizon. Un observateur traversant l'horizon ne détecterait donc pas d'évènement particulier. Un exemple est fourni par les coordonnées de Kruskal-Szekeres. Dans le cas idéalisé où le corps céleste est ponctuel au centre de la région interne à l'horizon, on peut montrer qu'il y existe une singularité réelle. À cet endroit un observateur détecterait nécessairement une divergence de toutes les quantités physiques observables.
Puisque l'horizon des événements dépend uniquement de la masse {\displaystyle M}, on peut déterminer les rayons de Schwarzschild des différents corps célestes usuels.
| Objet céleste | Masse                        | Rayon                           | Rayon de Schwarzschild |
| ------------- | ---------------------------- | ------------------------------- | ---------------------- |
| Terre         | {\displaystyle 6.10^{24}} kg | {\displaystyle 6.10^{3}} km     | 0,9 cm                 |
| Jupiter       | {\displaystyle 2.10^{27}} kg | {\displaystyle 7.10^{4}} km     | 3 m                    |
| Soleil        | {\displaystyle 2.10^{30}} kg | {\displaystyle 7.10^{5}} km     | 3 km                   |
| Pulsar        | {\displaystyle 2.10^{30}} kg | 10 km                           | 3 km                   |
| Sirius A      | 2 {\displaystyle M_{\odot }} | 1,75 {\displaystyle R_{\odot }} | 6 km                   |

## En dessous de l'horizon: les coordonnées de Kruskal-Szekeres

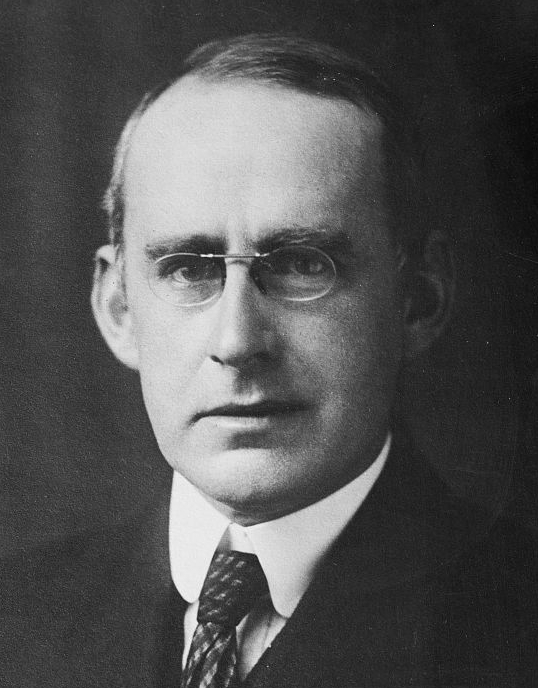
Arthur Stanley Eddington (1882-1944).

Les équations d'Einstein étant covariantes, les physiciens et mathématiciens ont cherché de nouveaux systèmes de coordonnées sans singularité et surtout plus susceptibles de représenter la totalité de la géométrie de Schwarzschild. Paul Painlevé et Allvar Gullstrand ou encore Georges Lemaître ont publié plusieurs tentatives dans ce domaine. Mais c'est au physicien Arthur Eddington que l'on crédite l'ébauche de la création du premier système de coordonnées non singulier à {\displaystyle r_{g}={2GM \over c^{2}}} en 1924. En 1938, Georges Lemaître élabora une métrique synchrone (métrique de Lemaître) ; Finkelstein en découvre une autre, non synchrone, en 1958, et nommée aujourd'hui coordonnées d'Eddington-Finkelstein : toutes deux permettent d'étudier l'entrée d'un corps de faible masse dans un trou noir de Schwarzschild, et ne présentent aucune singularité au rayon de Schwarzschild. Synge démontrera que la métrique d'Eddington–Finkelstein ne recouvre qu'une partie de la géométrie de l'espace-temps de Schwarzschild, tout comme celle de Lemaître.
Il faudra attendre les années 1960, pour qu'indépendamment l'un de l'autre, Martin Kruskal et George Szekeres réussissent à établir des coordonnées où les géodésiques peuvent traverser dans les deux sens la singularité apparente. Ce système est très souvent étudié car la variété de Kruskal-Szekeres est l'extension analytique maximale de la variété de Schwarzschild.

## Dérivation de la métrique
La métrique de Schwarzschild peut être dérivée à partir du théorème de Birkhoff ou celui d'Israel.
Ce paragraphe montre comment la métrique de Schwarzschild est obtenue, à partir d'hypothèses mathématiques et physiques.

### Conventions mathématiques
On utilise le système de coordonnées {\displaystyle \left(t,r,\theta ,\phi \right)} désignant respectivement le temps, la distance radiale, la colatitude et la longitude. Ces variables peuvent prendre les valeurs suivantes.
Le cas considéré par Karl Schwarzschild est celui d'un espace symétrique, sphérique, statique, non chargé et vide à l'extérieur du corps central. Mathématiquement, cela signifie que :
1. Un espace-temps avec symétrie sphérique, on dit aussi isotrope, est un espace-temps où toutes les composantes de la métrique sont inchangées lors d'une opération de rotation. Mathématiquement, les transformations {\displaystyle \theta \rightarrow -\theta } et {\displaystyle \phi \rightarrow -\phi } laissent la métrique inchangée.
2. Un espace-temps est statique lorsque les composantes de la métriques sont indépendants du temps. Mathématiquement, la transformation {\displaystyle t\rightarrow t+a} n'a pas d'incidence sur la métrique. Cela implique que {\displaystyle \partial _{t}g_{\mu \nu }=0\,}, où l'on a utilisé la convention {\displaystyle \partial _{t}\equiv {\frac {\partial }{\partial t}}}.
3. Une solution dans le vide est une solution pour laquelle le tenseur énergie-impulsion de l'équation d'Einstein est nul : {\displaystyle T_{\mu \nu }=0\,} en dehors du corps central. Pour le cas d'une constante cosmologique nulle, cela implique que {\displaystyle R_{\mu \nu }=0\,}, où {\displaystyle R_{\mu \nu }\,} est le tenseur de Ricci.

On utilise par défaut la signature métrique LLSC suivante (— + + +)[réf. nécessaire].

### Diagonalisation de la métrique
Les conditions sur l'espace-temps décrites plus haut permettent de simplifier la métrique. Par exemple, la condition d'un espace-temps statique impose que si l'on applique la transformation de coordonnées {\displaystyle (t,r,\theta ,\phi )\rightarrow (-t,r,\theta ,\phi )}, les coefficients de la métrique changent de la manière suivante :
{\displaystyle g_{\mu t}'={\frac {\partial x^{\alpha }}{\partial x^{'\mu }}}{\frac {\partial x^{\beta }}{\partial x^{'t}}}g_{\alpha \beta }=-g_{\mu t}} ({\displaystyle \mu \neq t}).
Mais, on a imposé que {\displaystyle g'_{\mu t}=g_{\mu t}}. Ce qui implique que :
{\displaystyle g_{\mu t}=\,0} ({\displaystyle \mu \neq t}).
De manière similaire, les transformations de coordonnées {\displaystyle (t,r,\theta ,\phi )\rightarrow (t,r,-\theta ,\phi )} et {\displaystyle (t,r,\theta ,\phi )\rightarrow (t,r,\theta ,-\phi )} donnent respectivement :
{\displaystyle g_{\mu \theta }=\,0} ({\displaystyle \mu \neq \theta }) ;
{\displaystyle g_{\mu \phi }=\,0} ({\displaystyle \mu \neq \phi }).
En combinant tous ces résultats, on obtient :
{\displaystyle g_{\mu \nu }=\,0} ({\displaystyle \mu \neq \nu }).
En conséquence, la métrique a la forme suivante :
{\displaystyle ds^{2}=\,g_{tt}dt^{2}+g_{rr}dr^{2}+g_{\theta \theta }d\theta ^{2}+g_{\phi \phi }d\phi ^{2}}
où les quatre composantes de la métrique ({\displaystyle g_{tt}}, {\displaystyle g_{rr}}, {\displaystyle g_{\theta \theta }} et {\displaystyle g_{\phi \phi }}) sont indépendantes de la coordonnée de temps.

### Simplification des composantes de la métrique
Sur chaque hypersurface où {\displaystyle t}, {\displaystyle \theta } et {\displaystyle \phi } sont constants (i.e. sur chaque ligne radiale), {\displaystyle g_{rr}} ne doit dépendre que de {\displaystyle r} (par la condition de symétrie sphérique). Donc {\displaystyle g_{rr}} est une fonction d'une seule variable :
{\displaystyle g_{rr}=A\left(r\right)}.
Un argument similaire appliqué à {\displaystyle g_{tt}} implique que :
{\displaystyle g_{tt}=B\left(r\right)}.
Sur les hypersurfaces où {\displaystyle t} et {\displaystyle r} sont constants, on impose à la métrique d'être celle d'une 2-sphère et d'être indépendante du temps :
{\displaystyle dl^{2}=r_{0}^{2}(r)(d\theta ^{2}+\sin ^{2}\theta d\phi ^{2})}.
En choisissant une de ces hypersurfaces (celle avec un rayon {\displaystyle r}), les composantes de la métrique restreintes à cette surface (que l'on dénotera {\displaystyle {\tilde {g}}_{\theta \theta }} et {\displaystyle {\tilde {g}}_{\phi \phi }}) doivent être inchangées sous les opérations de rotation de {\displaystyle \theta } et {\displaystyle \phi } (de nouveau, par symétrie sphérique). Ainsi, comparant les formes de la métrique de cette hypersurface, on obtient :
{\displaystyle {\tilde {g}}_{\theta \theta }\left(d\theta ^{2}+{\frac {{\tilde {g}}_{\phi \phi }}{{\tilde {g}}_{\theta \theta }}}d\phi ^{2}\right)=r_{0}^{2}(r)(d\theta ^{2}+\sin ^{2}\theta d\phi ^{2})}
ce qui implique immédiatement :
{\displaystyle {\tilde {g}}_{\theta \theta }=r_{0}^{2}(r)} et {\displaystyle {\tilde {g}}_{\phi \phi }=r_{0}^{2}(r)\sin ^{2}\theta }.
Classiquement on effectue le changement de variable {\displaystyle r\rightarrow r_{0}(r)} et, pour ne pas surcharger la notation, on continue de noter {\displaystyle r} cette nouvelle variable {\displaystyle r_{0}}; on conserve aussi la même notation pour les fonctions {\displaystyle A} et {\displaystyle B}.
Ainsi, la métrique peut être écrite sous la forme :
{\displaystyle ds^{2}=B\left(r\right)dt^{2}+A\left(r\right)dr^{2}+r^{2}d\theta ^{2}+r^{2}\sin ^{2}\theta d\phi ^{2}}
où {\displaystyle A} et {\displaystyle B} sont des fonctions de {\displaystyle r} encore à déterminer. {\displaystyle A} et {\displaystyle B} doivent être non nulles partout (ou alors la métrique serait singulière en ces points).

### Équations de champ
Afin de déterminer les fonctions {\displaystyle A} et {\displaystyle B}, on utilise l'équation d'Einstein dans le vide mentionnée plus haut :
{\displaystyle R_{\mu \nu }=\,0}
où {\displaystyle R_{\mu \nu }} est le tenseur de Ricci. Parmi ces équations, seules quatre sont non triviales, et après simplification, on obtient :
- {\displaystyle 4\partial _{r}(A)B^{2}-2r\partial _{r}^{2}(B)AB+r\partial _{r}(A)\partial _{r}(B)B+r\partial _{r}(B)^{2}A=0}
- {\displaystyle r\partial _{r}(A)B+2A^{2}B-2AB-r\partial _{r}(B)A=0\,}
- {\displaystyle -2r\partial _{r}^{2}(B)AB+r\partial _{r}(A)\partial _{r}(B)B+r\partial _{r}(B)^{2}A-4\partial _{r}(B)AB=0}

La quatrième équation est simplement la deuxième multipliée par {\displaystyle \sin ^{2}\theta }. En soustrayant la première et la troisième, on obtient :
{\displaystyle \partial _{r}(A)B+A\partial _{r}(B)=0\rightarrow A(r)B(r)=K\,}
où {\displaystyle K} est une constante non nulle. En remplaçant {\displaystyle A(r)B(r)\,=K} dans la deuxième équation, et en simplifiant, on a :
{\displaystyle r\partial _{r}(A)=A(1-A)\,}
dont la solution générale est :
{\displaystyle A(r)=\left(1+{\frac {1}{Sr}}\right)^{-1}\,}
avec une constante réelle non nulle {\displaystyle S}. En conséquence, la métrique pour une solution statique, symétriquement sphérique et dans le vide, s'écrit :
{\displaystyle ds^{2}=K\left(1+{\frac {1}{Sr}}\right)dt^{2}+\left(1+{\frac {1}{Sr}}\right)^{-1}dr^{2}+r^{2}(d\theta ^{2}+\sin ^{2}\theta d\phi ^{2})}.

### Approximation du champ faible
La communauté scientifique considère qu'elle est adaptée aux problèmes astrophysiques où le champ gravitationnel et le moment angulaire de la masse centrale sont faibles. Dans le système solaire par exemple, on peut parfaitement considérer la masse totale des planètes comme négligeable par rapport au Soleil. La vitesse de rotation du Soleil est elle-même quasiment nulle si on la compare à la vitesse de la lumière.
Pour calculer les constantes {\displaystyle K} et {\displaystyle S}, on utilise l'« approximation du champ faible ». C'est-à-dire que l'on se place loin du centre, là où le champ de gravitation est faible. On considère donc une condition aux limites. À l'infini, la métrique de Schwarzschild doit être identique à l'espace plat de Minkowski. En partant des résultats généraux de la relativité restreinte, toutes les composantes de la métrique peuvent être déterminées sans faire appel au calcul tensoriel.

{\displaystyle G} est la constante gravitationnelle, {\displaystyle M} est la masse de l'objet central, et {\displaystyle c} est la vitesse de la lumière.
- Estimation de la première fonction {\displaystyle g_{tt}}.

On considère un événement fixe : {\displaystyle dr=d\theta =d\phi =0}.
Le temps propre est alors donné par :
Le principe d'équivalence nous donne l'expression entre la coordonnée temporelle et le temps propre mesuré dans l'entourage de la distribution de masse.
On considère maintenant une expérience de chute libre. Une particule tombe lorsqu'elle est soumise au champ de gravitation. Elle possède les vitesses {\displaystyle v_{A}} et {\displaystyle v_{B}} lorsqu'elle se situe aux points A et B. On applique la loi de conservation de l'énergie.
En relativité restreinte, si {\displaystyle \tau } représente le temps propre de notre particule, on a :
Avec les estimations précédentes, dans le cas où le champ est faible, on a : {\displaystyle g_{tt}\simeq \left(1-{\frac {2GM}{c^{2}r}}\right)}.
- Estimation des fonctions {\displaystyle g_{rr}}.

Faisons l'hypothèse que le déterminant du tenseur métrique est approximativement minkowskien.
Dans ce cas, il est diagonal et nous avons : {\displaystyle {\begin{cases}g=-1&{\text{en coordonnees cartesiennes}}\\g=-r^{4}sin^{2}\theta &{\text{en coordonnees spheriques}}\end{cases}}}.
Puisque la métrique est lorentzienne à l'infini, nous avons : {\displaystyle g_{tt}g_{rr}=-1}.
L'approximation de {\displaystyle g_{tt}} fournit celle de {\displaystyle g_{rr}}
{\displaystyle g_{rr}=-(g_{tt})^{-1}\simeq -\left(1-{\frac {2GM}{c^{2}r}}\right)^{-1}}.
En utilisant par convention la signature (— + + +) les deux premières composantes du tenseur métrique sont :
{\displaystyle g_{rr}=-(g_{tt})^{-1}\simeq \left(1-{\frac {2GM}{c^{2}r}}\right)^{-1}}.
- Estimation des fonctions {\displaystyle g_{\theta \theta }} et {\displaystyle g_{\phi \phi }}.

Puisqu'en coordonnées sphériques : {\displaystyle g=g_{tt}g_{rr}g_{\theta \theta }g_{\phi \phi }=-r^{4}sin^{2}\theta },
avec la même convention pour la signature métrique et les résultats obtenus pour les premières composantes, on déduit la relation : {\displaystyle g_{\theta \theta }g_{\phi \phi }=r^{4}sin^{2}\theta }
{\displaystyle g_{\theta \theta }=r^{2}} et {\displaystyle g_{\phi \phi }=r^{2}sin^{2}\theta }.
La métrique de Schwarzschild peut finalement s'écrire sous la forme suivante :
{\displaystyle ds^{2}=-\left(1-{\frac {2GM}{c^{2}r}}\right)c^{2}dt^{2}+\left(1-{\frac {2GM}{c^{2}r}}\right)^{-1}dr^{2}+r^{2}(d\theta ^{2}+\sin ^{2}\theta d\phi ^{2})}.
En utilisant la convention {\displaystyle G=c=1} :
{\displaystyle ds^{2}=-\left(1-{\frac {2M}{r}}\right)dt^{2}+\left(1-{\frac {2M}{r}}\right)^{-1}dr^{2}+r^{2}(d\theta ^{2}+\sin ^{2}\theta d\phi ^{2})}.
Une singularité est atteinte lorsque {\displaystyle \left(1-{\frac {2M}{r}}\right)=0}, c'est-à-dire lorsque la coordonnée du rayon {\displaystyle r} vaut : {\displaystyle 2M}.
Ce rayon est appelé le rayon de Schwarzschild, le rayon gravitationnel, la surface de Schwarzschild, l'horizon de Schwarzschild, la sphère de Schwarzschild ou encore la singularité de Schwarzschild. Cette dernière expression, maintenant désuète, est surtout utilisée dans l'ancienne littérature scientifique car il a été montré que ce n'est pas une singularité physique.

## Autres coordonnées
Dans sa publication originale de février 1916, Schwarzschild a donné l'expression suivante de sa métrique :
{\displaystyle \mathrm {d} s^{2}=\left(1-{\frac {\alpha }{R}}\right)\mathrm {d} t^{2}-{\frac {\mathrm {d} R^{2}}{1-{\dfrac {\alpha }{R}}}}-R^{2}\left(\mathrm {d} \vartheta ^{2}+\sin ^{2}\vartheta \;\mathrm {d} \phi ^{2}\right)},
avec :
{\displaystyle R=\left(r^{3}+\alpha ^{3}\right)^{\frac {1}{3}}}.
En mai 1921, lors d'une de ses quatre conférences à l'université de Princeton, Einstein a donné l'expression suivante de la métrique de Schwarzschild :
{\displaystyle \mathrm {d} s^{2}=\left(1-{\frac {A}{r}}\right)\mathrm {d} l^{2}-\left[{\frac {\mathrm {d} r^{2}}{1-{\dfrac {A}{r}}}}+r^{2}\left(\sin ^{2}\theta \;\mathrm {d} \phi ^{2}+\mathrm {d} \theta ^{2}\right)\right]},
avec :
{\displaystyle {\begin{cases}x_{1}=r\sin \theta \sin \phi \\x_{2}=r\sin \theta \cos \phi \\x_{3}=r\cos \theta \\x_{4}=l\end{cases}}}
et :
{\displaystyle A={\frac {\kappa M}{4\pi }}},
où :
- {\displaystyle \kappa } est la constante (dite « d'Einstein ») de l'équation tensorielle fondamentale[98] de la relativité générale, définie par[99] :

{\displaystyle \kappa ={\frac {8\pi K}{c^{2}}}}, où {\displaystyle K} est la constante de Newton et {\displaystyle c} est la vitesse de la lumière dans le vide ;
- {\displaystyle M} est la masse du corps[100].

Remarques

Einstein travaille en {\displaystyle -\mathrm {d} s^{2}=\mathrm {d} \tau ^{2}}.
| Coordonnées                     | Métrique |
| ------------------------------- | --- |
| Eddington-Finkelstein entrantes | {\displaystyle \mathrm {d} s^{2}=-\left(1-{\frac {R_{\mathrm {S} }}{r}}\right)\mathrm {d} v^{2}+2\,\mathrm {d} v\,\mathrm {d} r+r^{2}\mathrm {d} \Omega ^{2}}, |
| Eddington-Finkelstein sortantes | {\displaystyle \mathrm {d} s^{2}=-\left(1-{\frac {R_{\mathrm {S} }}{r}}\right)\mathrm {d} u^{2}-2\,\mathrm {d} u\,\mathrm {d} r+r^{2}\mathrm {d} \Omega ^{2}}, |
| isotropes                       | {\displaystyle \mathrm {d} s^{2}=-{\frac {\left(1-{\frac {M}{2{\bar {r}}}}\right)^{2}}{\left(1+{\frac {M}{2{\bar {r}}}}\right)^{2}}}\mathrm {d} t^{2}+\left(1+{\frac {M}{2{\bar {r}}}}\right)^{4}\left(\mathrm {d} {\bar {r}}^{2}+{\bar {r}}^{2}\mathrm {d} \Omega ^{2}\right)} |
| Kerr-Schild                     | {\displaystyle \mathrm {d} s^{2}=-\left(1-{\frac {2M}{R}}\right)\mathrm {d} {\tilde {t}}^{2}+{\frac {4M}{R}}\mathrm {d} {\tilde {t}}\mathrm {d} R+\left(1+{\frac {2M}{R}}\right)\mathrm {d} R^{2}+R^{2}\mathrm {d} \Omega ^{2}}                                                 |
| Kruskal-Szekeres                | {\displaystyle \mathrm {d} s^{2}=-{\frac {32M^{3}}{R}}e^{\frac {-R}{2M}}\mathrm {d} U\mathrm {d} V+R^{2}\mathrm {d} \Omega ^{2}} |
| Novikov                         | {\displaystyle \mathrm {d} s^{2}=-\,\mathrm {d} \tau ^{2}+\left({\frac {1+R_{*}^{2}}{R_{*}2}}\right)\left({\frac {\partial {R}}{\partial {R_{*}}}}\right)^{2}\mathrm {d} R^{2}+R^{2}\mathrm {d} \Omega ^{2}}                                                                    |
| Painlevé-Gullstrand             | {\displaystyle \mathrm {d} s^{2}=-\left(1-{\frac {R_{\mathrm {S} }}{r}}\right)c^{2}\,\mathrm {d} T^{2}+2{\sqrt {\frac {R_{\mathrm {S} }}{R}}}\,c\,\mathrm {d} T\,\mathrm {d} r+r^{2}\mathrm {d} \Omega ^{2}},                                                                   |